# Muraenolepis
Famille
Genre
Muraenolepis est un genre de poissons abyssaux, le seul de la famille des Muraenolepididae dans l'ordre des Gadiformes.

## Liste d'espèces
Selon World Register of Marine Species (14 août 2010) :
- Muraenolepis andriashevi Balushkin & Prirodina, 2005
- Muraenolepis kuderskii Balushkin & Prirodina, 2007
- Muraenolepis marmoratus Günther, 1880
- Muraenolepis microcephalus Norman, 1937
- Muraenolepis microps Lönnberg, 1905
- Muraenolepis orangiensis Vaillant, 1888
- Muraenolepis pacifica Prirodina & Balushkin, 2007
- Muraenolepis trunovi Balushkin & Prirodina, 2006